# Lake Nona Golf & Country Club

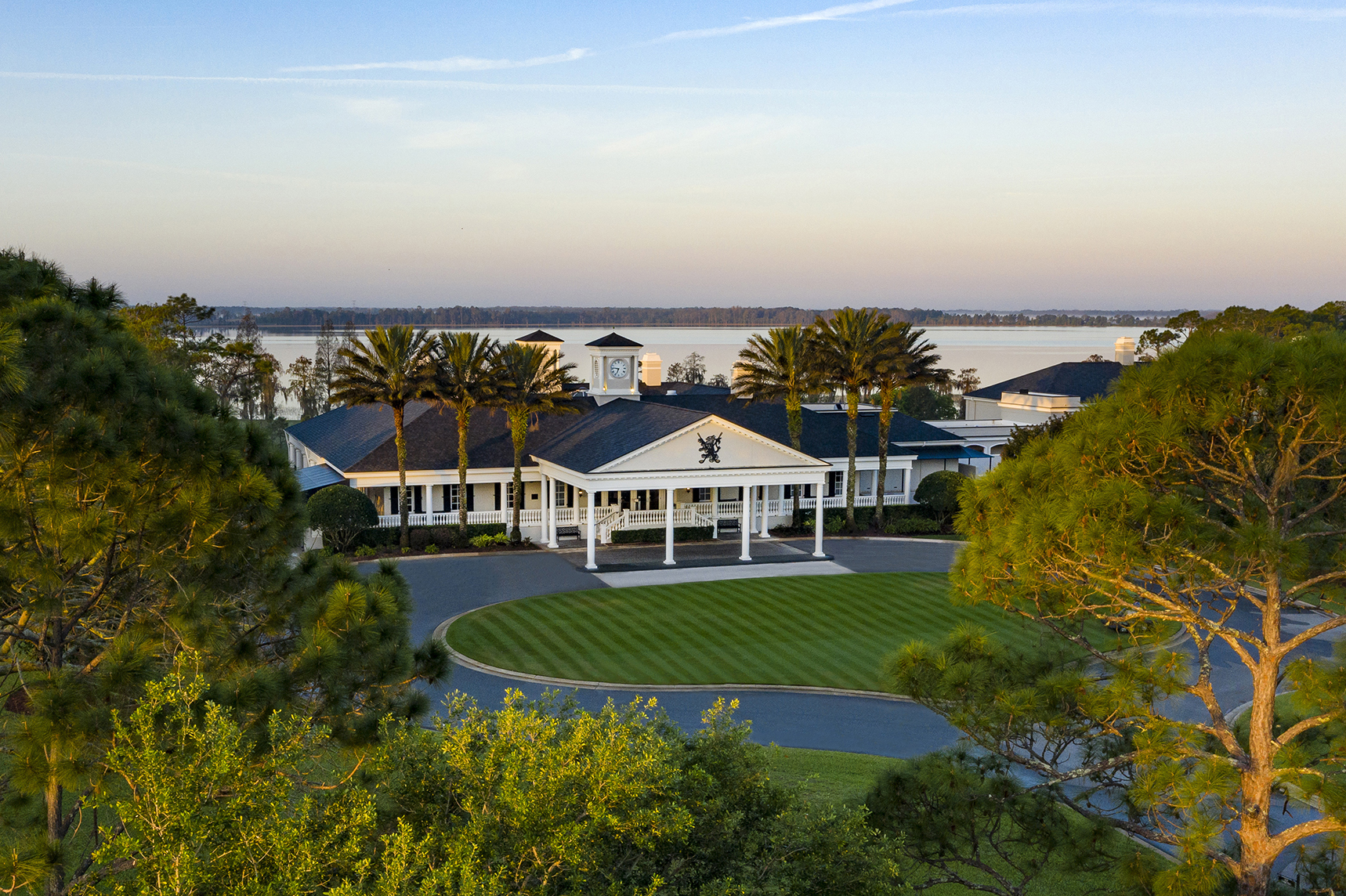
Lake Nona Golf & Country Club

De Lake Nona Golf & Country Club is een gated community-golfcomplex bij Orlando, Florida. Eigenaar is de Tavistock Group.

## Golf
Het golfcomplex ligt in een gebied van 28km2 bij Lake Nona. Er is een 18-holes golfbaan, in 1986 ontworpen door Tom Fazio, een residentieel gedeelte en een medisch centrum. De golfbaan heeft een groot aantal meren. De par is 72. Naast het clubhuis is een gastenverblijf met 18 kamers.
Er wonen een aantal bekende golfprofessionals zoals Ross Fisher, Retief Goosen, Peter Hanson, Trevor Immelman, Maarten Lafeber, Graeme McDowell, Ian Poulter, Justin Rose, Annika Sörenstam, Henrik Stenson, Yani Tseng, Oliver Wilson  en Gary Woodland.
Tavistock Cup
Sinds 2004 wordt de Tavistock Cup gespeeld tussen teams van professionals. Het begon op Lake Nona met een team van Lake Nona en een team van Isleworth, sindsdien wordt het op wisselende banen gespeeld. Sinds 2011 doen er ook teams mee van Albany en Queenwood, en in 2013 kwamen er weer twee teams bij, Oak Tree National en Primland.  

## Medical Centre
Er is sinds 2012 ook een Lake Nona Medical City met de University of Central Florida College of Medicine, de Sanford Burnham Institute for Medical Research, het Nemours Children’s Hospital en het Orlando Veterans Affairs Medical Center. De University of Florida heeft er een onderzoekcentrum geopend.